# Schistonyx
Schistonyx (лат. , от др.-греч. σχιστός ὄνυξ «разветвлённый коготь») — род дорожных ос (Pompilidae).

## Распространение
Палеарктика. В Европе 3 вида.

## Описание
Охотятся и откладывают яйца на пауков, которых парализуют с помощью жала. Личинки — эктопаразитоиды пауков. Основание усиков расположено ближе к наличнику, чем к глазку. Коготки равномерно изогнутые. Вершина средней и задней голеней помимо шпор несёт шипы разной длины. Верх задних бёдер с 1 — 5 предвершинными короткими прижатыми шипиками.

## Классификация
- Schistonyx guigliae Junco y Reyes, 1953 — Кипр
- Schistonyx perezi (Tournier, 1895) — Балеарские и Канарские острова
- Schistonyx umbrosus (Klug, 1834)